# Anyphops broomi
Anyphops broomi is een spinnensoort uit de familie van de Selenopidae.
De wetenschappelijke naam van de soort werd in 1900 als Selenops broomi gepubliceerd door Reginald Innes Pocock.